# Klaas Koning
Klaas Koning (gedoopt Oldemarkt, 6 april 1791 - Oldemarkt, 10 juli 1878) was een Nederlandse bestuurder.

## Leven en werk
Koning was een zoon van Jan Clazes Koning, gemeenteraadslid in Oldemarkt, en Arentje Klarenberg. Hij trouwde in 1825 met Catharina Dumon (1807-1892), dochter van Willem Dumon, zij kregen samen acht kinderen. 
Koning was kuiper en wijnkoper. Hij liet het Veerhuis als pakhuis bouwen, gereed in 1821, tegenwoordig een rijksmonument. Na het overlijden van zijn schoonvader in 1828 volgde Koning hem op als burgemeester en secretaris van Oldemarkt. Op eigen verzoek werd hem per 1 januari 1856 eervol ontslag verleend. Opvolger was zijn zoon Jan Koning.